# Cathy Rattray-Williams
Catherine Ann „Cathy” Rattray-Williams, później Samuel (ur. 19 sierpnia 1963) – jamajska lekkoatletka, specjalizująca się w biegach sprinterskich i średniodystansowych. Czterokrotna uczestniczka letnich igrzysk olimpijskich (Moskwa 1980, Los Angeles 1984, Seul 1988, Barcelona 1992).

## Sukcesy sportowe
- dwukrotna mistrzyni Jamajki w biegu na 400 metrów – 1983, 1984[1]

| Rok  | Miasto          | Zawody                                   | Konkurencja                                    | Wynik                               |
| ---- | --------------- | ---------------------------------------- | ---------------------------------------------- | ----------------------------------- |
| 1982 | Brisbane        | Igrzyska Wspólnoty Narodów               | sztafeta 4 × 100 m                             | brązowy medal                       |
| 1982 | Hawana          | Igrzyska Ameryki Środkowej i Karaibów    | bieg na 400 m                                  | brązowy medal                       |
| 1983 | Caracas         | Igrzyska panamerykańskie                 | bieg na 400 m                                  | 4. miejsce                          |
| 1984 | Los Angeles     | Igrzyska olimpijskie                     | sztafeta 4 × 400 m                             | 5. miejsce                          |
| 1986 | Santiago        | Igrzyska Ameryki Środkowej i Karaibów    | bieg na 400 m                                  | brązowy medal                       |
| 1987 | Indianapolis    | Igrzyska panamerykańskie                 | sztafeta 4 × 400 m                             | brązowy medal                       |
| 1987 | Caracas         | Mistrzostwa Ameryki Środkowej i Karaibów | bieg na 400 m bieg na 800 m                    | srebrny medal                       |
| 1987 | Rzym            | Mistrzostwa świata                       | sztafeta 4 × 400 m                             | 6. miejsce                          |
| 1988 | Seul            | Igrzyska olimpijskie                     | sztafeta 4 × 400 m                             | 5. miejsce                          |
| 1991 | Hawana          | Igrzyska panamerykańskie                 | sztafeta 4 × 400 m bieg na 400 m bieg na 800 m | brązowy medal 7. miejsce 8. miejsce |
| 1991 | Xalapa-Enríquez | Mistrzostwa Ameryki Środkowej i Karaibów | bieg na 400 m bieg na 800 m                    | złoty medal srebrny medal           |
| 1992 | Barcelona       | Igrzyska olimpijskie                     | sztafeta 4 × 400 m                             | 5. miejsce                          |
| 1993 | Toronto         | Halowe mistrzostwa świata                | sztafeta 4 × 400 m                             | złoty medal                         |

## Rekordy życiowe
| konkurencja        | na stadionie                | w hali                        |
| ------------------ | --------------------------- | ----------------------------- |
| bieg na 300 metrów | 37,30 – Bedford, 24.07.1993 | 37,95 – Pocatello, 13.03.1981 |
| bieg na 400 metrów | 50,82 – Seul, 25.09. 1988   | 52,74 – Sewilla, 20.02.1992   |